# Fritz Meyer (virksomhed)
 For alternative betydninger, se Fritz Meyer. (Se også artikler, som begynder med Fritz Meyer)
Fritz Meyer var et dansk hof-blikkenslager- og lakererfirma. Det blev grundlagt i 1803 i Aalborg af Friderich Wilhelm Meyer (1774-1844), hvis søn, Fritz Meyer (1806-1877), i 1835 flyttede forretningen til København og blev hof-blikkenslager i 1843. Efter hans død blev det overtaget af Torben Meyer (1848-1911) og efter dennes død blev det videreført af Torben Meyer (1879-1968) og Frits Wium (1921-).
Virksomheden lå i Nyhavn 42 A i København og er siden ophørt.